# Whisky e gloria
Whisky e gloria (Tunes of Glory) è un film del 1960 diretto da Ronald Neame.
Il soggetto è tratto dal romanzo omonimo di James Kennaway che lo adattò per il cinema. I protagonisti sono Alec Guinness e John Mills, quest'ultimo premiato con la Coppa Volpi come migliore attore alla Mostra del Cinema di Venezia del 1960.

## Trama
La storia si svolge nelle Highlands scozzesi nel secondo dopoguerra, durante un inverno nevoso e gelido. Sarà per questo che gli ufficiali che si radunano nel loro circolo, situato nell'antico castello che fa da caserma del reggimento scozzese, si scaldano con abbondanti bevute di whisky, bevanda corroborante e soprattutto patriottica. Così almeno la giudica l'ormai anziano maggiore Jock Sinclair che, iniziando dalla gavetta, è giunto al comando temporaneo del reggimento che ha guidato fino dalla fine della guerra, dopo che il suo comandante titolare è morto durante un'azione bellica.

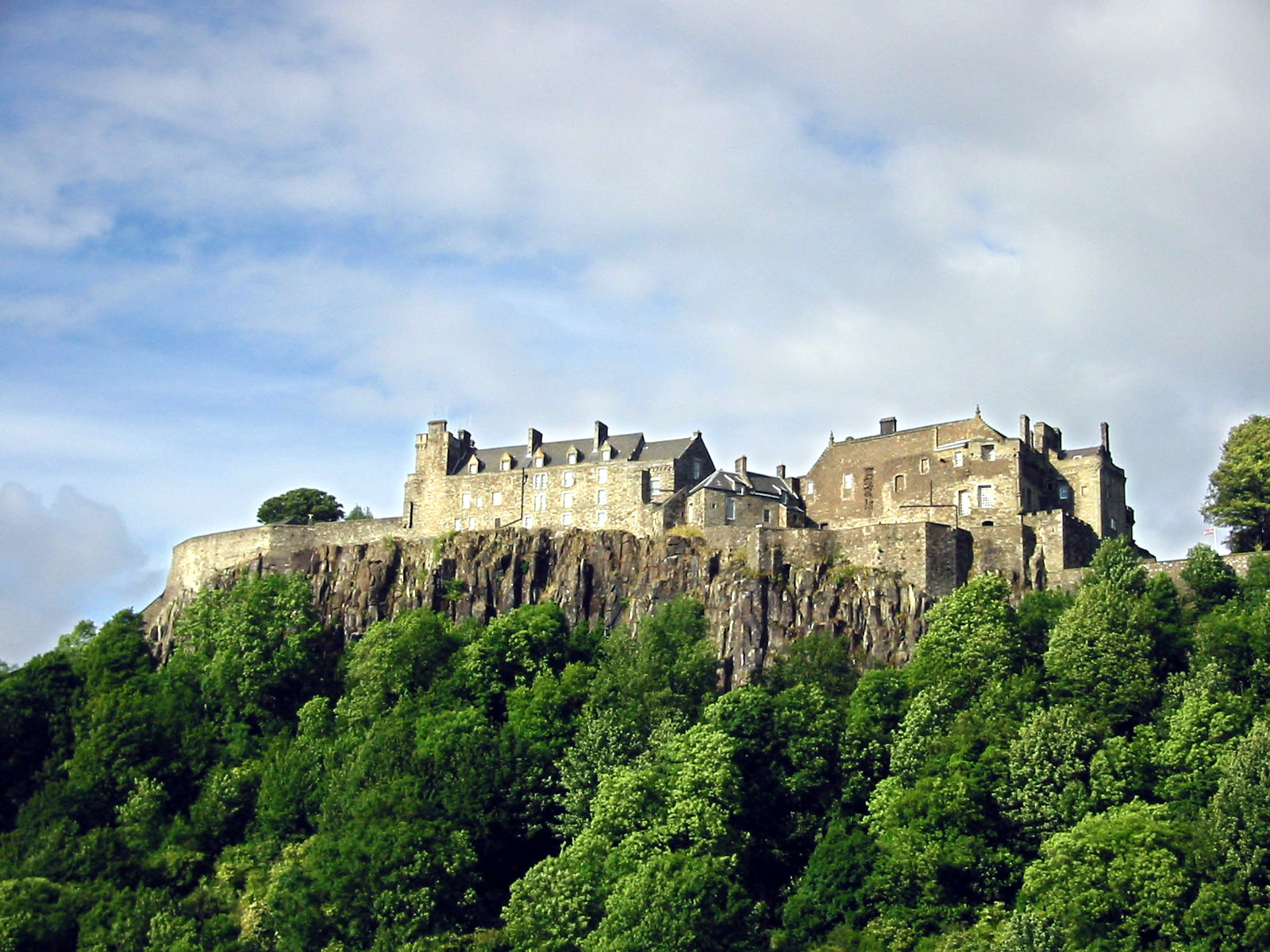
Il Castello di Stirling dove è stato girato il film

Ora lui e gli ufficiali suoi amici si aspettano che da un giorno all'altro arrivi la nomina definitiva a comandante del reggimento. D'altra parte c'è grande simpatia per il colonnello Sinclair, gran bevitore di whisky e dall'atteggiamento piuttosto conciliante per quanto riguarda la disciplina e la condotta dei soldati.
Ma le cose non vanno come previsto. Gli alti comandi nominano il colonnello Basil Barrow, che proviene dall'accademia militare e i cui antenati sono stati comandanti del reggimento. Barrow si rende subito conto del nefasto influsso che ha avuto la guida del colonnello Sinclair sulla vita militare del reggimento. Cercando la collaborazione di Sinclair e degli ufficiali, Barrow si sforza quindi di riportare ordine ed efficienza nella caserma ma, di fronte ai suoi tentativi, deve subire la condotta irridente dell'anziano ufficiale, amaramente deluso dalla mancata nomina, e la passività degli altri ufficiali che già rimpiangono la libertà perduta.
Il nuovo colonnello, dal fragile sistema nervoso scosso per una lunga prigionia di guerra e per le torture subite ad opera dei Giapponesi, delle quali egli però non ha fatto parola con nessuno, appare infatti debole e indeciso nel suo comando.
Lo scontro prende le mosse dal momento in cui Barrow comanda che gli ufficiali reimparino le regole dei balli scozzesi e raggiunge il culmine quando lo stesso colonnello, avendo notato il comportamento volutamente sfrenato e sprezzante dell'etichetta militare da parte di Sinclair e degli ufficiali, durante un ballo di ricevimento alla presenza delle autorità civili della cittadina sede della caserma, dopo un'isterica scenata, dichiara conclusa la serata, di fronte allo sbigottimento di tutti gli invitati. Questa decisione sarà presa come occasione per altri sberleffi e irrisioni nei confronti del colonnello, sempre più disperato per l'incapacità di farsi obbedire e rispettare.
Ma anche Sinclair commette un errore: avendo sorpreso in un bar sua figlia Morag in amichevole compagnia del caporale delle cornamuse Fraser, ed essendo come al solito ubriaco, non riesce a controllarsi e malmena il soldato. Se denunciato al Tribunale militare, comporterebbe per Sinclair la fine della sua carriera.
Come gli impone il suo dovere, Barrow ha intenzione di denunciare Sinclair, ma poi cede generosamente alle suppliche dello stesso Sinclair e dei suoi sostenitori, mettendo a tacere l'accaduto. Questo conferma agli occhi degli ufficiali e dei subalterni la debolezza del loro comandante, che pensando di aver fallito come uomo e come soldato si uccide.
L'episodio colpisce tutto il reggimento e soprattutto Sinclair, che capisce di essere stato lui, con il suo comportamento irridente e irrispettoso, la causa del suicidio del colonnello. Riassunte le funzioni di capo del reggimento, quasi a voler scontare la propria colpa, Sinclair vuole organizzare solenni funerali per il defunto colonnello: ma mentre espone agli ufficiali, esaltandosi sempre più, i simbolici valori militari della grandiosa celebrazione funebre, accompagnata dal lamentoso suono delle cornamuse e dal rullo dei tamburi, con la mente ormai offuscata dal rimorso, le sue parole rotte dal pianto diventano sempre più incoerenti e grottesche tali da farlo apparire, com'è ormai, un uomo distrutto.

## Critica
Il film è per la maggior parte è strutturato secondo uno stile teatrale che ha come palcoscenico la sala del circolo ufficiali dell'antico castello sede del reggimento. Si tratta di un ampio ambiente riscaldato da grandi caminetti e arredato con ricchi divani e poltrone, con un tavolo da biliardo ma soprattutto provvisto di un ben rifornito bar.
Non mancano le riprese esterne nel film con i bellissimi paesaggi innevati delle highlands scozzesi ma è nel salone che avvengono i dialoghi più importanti nei quali si cimentano e si fronteggiano con bravura i due attori teatrali: Alec Guinness e John Mills tanto che lo spettatore dimentica di stare vedendo un film e ha l'impressione di assistere ad uno spettacolo teatrale.

«Un glorioso duetto – e duello – tra due grandi attori in un melodramma da caserma a porte chiuse, ambientato con estrema finezza tra gonnellini e cornamuse» così ha lasciato scritto la critica cinematografica (cfr.Morando Morandini ed. Zanichelli, 2007) che ha notato anche che l'ambiente teatrale non appesantisce lo spettacolo «non per questo meno cinematografico nel linguaggio e nell'azione.» (in Gian Luigi Rondi, Il Tempo).